# Gordian Knot
A Gordian Knot amerikai progresszív rock/fúziós jazz/alternatív rock/progresszív metal együttes.

## Története
A zenekar 1998-ban alakult. Felállása egyfolytában változik, ugyanis az egyetlen örökös tag, Sean Malone új zenészekkel rögzít albumokat, illetve koncertezik. Malone a Cynic tagja is. A Gordian Knot korábbi tagjai szintén tagjai más együtteseknek (Steve Hackett – Genesis, Bill Bruford – King Crimson, Yes, Ron Jarzombek – Watchtower, Spastic Ink, Jim Matheos – Fates Warning). Zenéjükre jellemző a változatosság.

## Tagok
- Sean Malone – összes hangszer, ének (időnként)

## További tagok
- Sonia Lynn – ének
- Paul Masvidal – gitár
- Bob Brunin – gitár
- Jason Göbel – gitár
- Glenn Snellwar – gitár, mandolin
- Ron Jarzombek – gitár
- Steve Hackett – gitár
- Adam Levy – gitár
- Jim Matheos – akusztikus gitár
- Trey Gunn – gitár
- John Myung
- Bill Bruford – dob
- Sean Reinert – dob

## Diszkográfia
- Gordian Knot (1999)
- Emergent (2003)